# Marita Taavitsainen
Marita Taavitsainen (Kotka, 24 augustus 1968) is een Fins zangeres.

## Carrière
Haar doorbraak kwam in 1998, toen ze een wedstrijd won tijdens het Finse songcompetitieprogramma Syksyn sävel (Fins voor herfstmelodie) met het nummer "André". Taavitsainen was in 2006 een van de inzendingen met de nummers "Antaudun" en "Enkeli itkee" voor het Eurovisie Songfestival, waarbij het laatst genoemde lied eindigde op de twaalfde plaats in de finaleronde van de selecties.
Ze ontving in 2016 een onderscheiding van de stichting Kullervo Linnan. De jaarlijkse prijs wordt uitgereikt aan artiesten als erkenning voor hun verdiensten in amusement en dansmuziek.
Taavitsainen had in 2005 en in 2018 een eenmalige kleine rol in een televisieserie.

## Discografie

### Studioalbums
- Tuhat unelmaa (1995)
- Salainen puutarha (1998)
- Yksi ainoa katse (1999)
- Riittää kun rakastaa (2001)
- Sinistä ja syvää (2003)
- Häähaaveita (2008)

### Singles
- "Salainen puutarha" (1998)
- "Rakkauden liekki" (2000, met Janne Hurme)
- "Eloon jään" (2001)
- "Alla tähtien" (2014, met Matti Rockell)
- "Helsingin sarastukseen" (2016)